# Santo Domingo Albarradas
Santo Domingo Albarradas là một đô thị thuộc bang Oaxaca, México. Năm 2005, dân số của đô thị này là 747 người.